# Haïm Brezis
Haïm Brezis, ou Brézis, né le 1er juin 1944 à Riom-ès-Montagnes (Cantal, France) et mort le 7 juillet 2024 à Jérusalem (Israël), est un mathématicien français, de renommée internationale, spécialisé dans l'analyse fonctionnelle et les équations aux dérivées partielles et dont les travaux sont parmi les plus cités.

## Biographie
Haïm Brezis naît le 1er juin 1944 dans une famille juive orthodoxe à Riom-ès-Montagnes (Cantal), où ses parents se sont réfugiés durant la Seconde Guerre mondiale.
Sa mère est sauvée durant la guerre par Léa Schleider, qui épouse en 1945 le futur rabbin Paul Roitman.
Son père, Yaakov (Mico) Brezis, est originaire de Roumanie, qu'il quitte au début des années 1930. L'arrière-grand-père paternel, Yehuda Arye, qui est à l'origine du patronyme Brezis, est pendant quarante ans rabbin à Ploiești, en Roumanie.
Sa mère, Rivka (Becky), vient des Pays-Bas d'une famille originaire de Pologne.
Les Brezis habitent au 28 de la rue Berthollet, dans le 5e arrondissement de Paris. Le père, Yaakov, est fourreur et son magasin est situé au coin de la rue Claude-Bernard et de la rue Vauquelin dans le Quartier latin.
Il a deux frères, David Brezis chargé de recherche en philosophie au CNRS (archives Husserl) (né en 1947 à Paris et mort le 24 septembre 2020) et Mayer L. Brezis, médecin, professeur à l'université de Jérusalem et au centre médical Hadassah.
Haïm Brezis est marié avec la romancière, poétesse et directrice de théâtre israélienne Michal Govrin (en),, avec qui il a deux filles, Rachel-Shlomit (docteur en psychologie de l'université de Chicago) et Miriam-Rivka (Mirika).

### Formation et carrière
Haïm Brezis fait ses études de mathématiques à l'université Paris-VI.
Ses convictions religieuses ne lui permettant pas d'écrire le samedi (chabbat), il n'arrive pas à passer l'examen d'entrée à l'École normale supérieure, et doit se « contenter » d'études en faculté.
Parmi les professeurs qui l'ont le plus marqué figurent Claude Chevalley, François Bruhat et Roger Godement, puis Gustave Choquet et Laurent Schwartz, enfin Jacques-Louis Lions.
Il obtient son doctorat ès sciences en 1971. Ses directeurs de thèse sont Gustave Choquet (thèse de 3e cycle) et Jacques-Louis Lions (doctorat d'État).
Il étudie également chez les plus prestigieux mathématiciens de l'époque : Felix Browder à l'université de Chicago, Louis Nirenberg au Courant Institute à New York, et Guido Stampacchia et Ennio De Giorgi à l'université de Pise.
Ses recherches sur la théorie des équations aux dérivées partielles non linéaires ont jeté les bases de ce domaine d'une grande importance pour la physique mathématique, à côté de Jacques Hadamard, Jean Leray, Juliusz Schauder, Jacques-Louis Lions, Felix Browder, Louis Nirenberg, Tosio Kato et Kōsaku Yosida.
Ses travaux sur les équations non linéaires avec des opérateurs monotones et pseudo-monotones, des semi-groupes non linéaires de contractions, des inéquations variationnelles et, plus récemment, la théorie variationnelle des équations de Ginzburg-Landau ont eu une grande influence.
Parmi les raisons mentionnées par l'Académie des sciences à l'occasion de l'attribution du prix Ampère, en 1985, il est noté que « Haïm Brezis est l'un des spécialistes mondiaux de l'analyse fonctionnelle, discipline relativement récente qui forge actuellement des concepts et des méthodes permettant l'attaque mathématique de problèmes non linéaires profondément nouveaux, capables de modéliser avec réalisme des situations mécaniques, physiques, chimiques, biologiques complexes. Les contributions de Haïm Brezis à cette discipline sont de toute première importance :
- étude complète de la régularité des solutions des inéquations variationnelles pour des opérateurs elliptiques et paraboliques du deuxième ordre ;
- résolution de problèmes à frontière libre et étude de la régularité de cette frontière, problèmes que l'on rencontre en dynamique des gaz, en plasticité, en dynamique des milieux multiphasiques…
- étude systématique de problèmes d'évolution non linéaires — équations du type Schrödinger notamment — et comportement des solutions pour les grands temps ;
- résultats tout à fait nouveaux et parfois surprenants par les équations généralisant l'équation de Thomas-Fermi (en).

Par ses remarquables contributions qui mettent en évidence des phénomènes simples, nouveaux, établis rigoureusement par des méthodes d'une rare élégance, Haïm Brezis se place dès aujourd'hui et indiscutablement parmi les plus grands noms de l'analyse fonctionnelle des dernières décennies. »
Ses traités d'analyse fonctionnelle et la théorie des opérateurs maximaux monotones dans les espaces de Hilbert sont parmi les monographies les plus influentes du domaine, égalant en popularité celles d'Einar Hille et Kōsaku Yosida.
Il est professeur à l'université Paris-VI depuis 1972, (à présent professeur émérite) et maître de conférences à l'École polytechnique (1973-1985).
Il est le directeur de thèse, entre autres, de Michelle Schatzman, Philippe Bénilan, Henri Berestycki, Hédy Attouch, Jesús Ildefonso Díaz (en), Alain Haraux, Pierre-Louis Lions (lauréat de la médaille Fields et fils de Jacques-Louis Lions), Abbas Bahri, Juan Luis Vázquez Suárez, Michel Lapidus, Jean-Michel Coron et Jean-Michel Morel.
Il est membre du Comité national du CNRS (1976-1980), membre de l'Institut universitaire de France de (1997-2007), et vice-président de l'American Mathematical Society (2004-2008).
Il est Distinguished Visiting Professor of Mathematics au département de mathématiques à l'université Rutgers (à New Brunswick dans le New Jersey), depuis 1987[réf. non conforme], ainsi qu'au département de mathématiques du Technion de Haïfa, depuis 2004[réf. non conforme]. Il termine sa carrière comme professeur émérite à l'université Pierre-et-Marie-Curie.
Il est coauteur du théorème Bony-Brezis (en) et de l'inégalité de Brezis-Gallouët.

## Distinctions et prix
- Chevalier de la Légion d'honneur (2010)[20],[21].

- Professeur invité par l'université de Princeton (1983), le MIT (1985) et l'université de Leyde (Chaire Kloosterman) (1987).
- Rivière Memorial Lecturer, université du Minnesota (1983).
- Membre d'honneur de la Société royale mathématique espagnole (2012).

### Académicien
Haïm Brezis est membre ou membre étranger des académies suivantes :
- membre de l'Académie des sciences (Paris) – correspondant le 24 novembre 1986, puis membre le 13 juin 1988[22][réf. non conforme] ;
- membre de l'Academia Europaea (1988)[23] ;
- associé étranger de l'Académie des sciences de Roumanie (1993) ;
- membre d'honneur de l'Académie roumaine (1993) ;
- membre de l'Académie américaine des arts et des sciences (1994) ;
- correspondant étranger de l'Académie royale des sciences exactes, physiques et naturelles d'Espagne (1999) ;
- associé de l'Académie royale des sciences, des lettres et des beaux-arts de Belgique (2002)[24] ;
- associé étranger de l'Académie nationale des sciences (2003)[25] ;
- membre de l'Académie des Lyncéens (Italie) (2010).

### Docteurhonoris causa
- Université catholique de Louvain (Louvain-la-Neuve, Belgique) - 1996
- Technion (Haïfa, Israël) - 1998
- Academia sinica (Pékin, Chine) - 1999
- Université Fudan (Shanghai, Chine) - 1999
- Université de Bucarest (Roumanie) - 2000
- Université autonome de Madrid (Espagne) - 2001
- Université de Leyde, (Pays-Bas) - 2002
- Université normale de Pékin (Pékin, Chine) - 2005
- École internationale supérieure d'études avancées (Trieste, Italie) - 2007
- Université Alexandre-Jean-Cuza (Iaşi, Roumanie) - 2010

### Prix
- Prix Peccot (Collège de France) - 1974
- Prix Carrière (Académie des sciences) – 1976
- Prix Ampère (Académie des sciences) – 1985
- Prix Eugène-Catalan (Académie royale des sciences, des lettres et des beaux-arts de Belgique) – 1990
- Ky Fan Award (Société mathématique américaine) – 2001
- Prix Leroy P. Steele - 2024

### Conférences en son honneur
Deux conférences ont été organisées en 2004, à l'occasion du 60e anniversaire de Haim Brezis :
- à l'École polytechnique[26] ;
- (en) Fifth European Conference on Elliptic and Parabolic Problems: A Special Tribute to the Work of Haim Brezis, Gaète (Italie)[27][réf. non conforme], 30 mai - 3 juin 2004.

Un congrès en son honneur s'est tenu en 2014 au Laboratoire Jacques-Louis-Lions.

## Publications

### Publications les plus représentatives
- Haïm Brezis et Jean-Michel Coron, « Sur la conjecture de Rellich pour les surfaces à courbure moyenne prescrite », C. R. Acad. Sci., vol. 295,‎ 1982, p. 615-618.
- Haïm Brezis et Louis Nirenberg, « Positive solutions of nonlinear elliptic equations involving critical Sobolev exponents », Comm. Pure Appl. Math., vol. 36,‎ 1983, p. 437-477.
- Haïm Brezis, Jean-Michel Coron et Elliott Lieb, « Harmonic maps with defects », Comm. Math. Phys., vol. 107,‎ 1986, p. 649-705.
- Haïm Brezis, « The interplay between analysis and topology in some nonlinear PDEs : (conférence au congrès de l'American Mathematical Society “Mathematical Challenges of the 21st Century” à Los Angeles en 2000) », Bull. Amer. Math. Soc., vol. 40,‎ 2003, p. 179-201.
- Jean Bourgain et Haïm Brezis, « New Estimates for Elliptic Equations and Hodge type systems », Journal of the European Mathematical Society, vol. 9,‎ 2007, p. 277-315.

### Principaux ouvrages
- Haïm Brezis, Opérateurs maximaux monotones, North Holland, 1973 (ISBN 9780444104304).
- Haïm Brezis, Analyse fonctionnelle : théorie et applications [détail des éditions] (traduit en 8 langues).
- (en) Fabrice Bethuel, Haïm Brezis et Frédéric Hélein, Ginzburg Landau Vortices, Birkhauser, 1994 (ISBN 9780817637231).
- Haïm Brezis et Jacques Vauthier, Haïm Brezis, un mathématicien juif : entretien avec Jacques Vauthier, Éditions Beauchesne, coll. « Scientifiques & croyants », 1999 (ISBN 9782701013350).
- (en) Haïm Brezis, Functional Analysis, Sobolev Spaces and Partial Differential Equations, New York, Springer-Verlag, 2011, 1re éd., xiv-600 (ISBN 978-0-387-70913-0 et 978-0-387-70914-7, DOI 10.1007/978-0-387-70914-7, lire en ligne).
- (en) Haïm Brezis et Petru Mironescu, Sobolev maps to the circle : From the perspective of analysis, geometry, and topology, New York, Springer/Birkhäuser, coll. « Progr. Nonlinear Differential Equations Appl. » (no 96), 2021, xxxi-530 (ISBN 978-1-0716-1510-2 et 978-1-0716-1512-6, DOI 10.1007/978-1-0716-1512-6, lire en ligne).

De plus, Haïm Brézis est membre du comité de rédaction de plus de 30 revues. Il est éditeur en chef de la série de volumes Nonlinear Differential Equations and Applications (NoDEA), Birkhäuser Verlag (comptant plus de 60 volumes publiés après 1968), éditeur en chef du Journal of the European Mathematical Society et des Communications in Contemporary Mathematics.